# U-201号潜艇
U-201号（德語：U 201）是纳粹德国战争海军建造的568艘VII-C型潜艇（或称U艇）之一。它由基尔的日耳曼尼亚船厂承建，于1940年12月7日下水，至次年1月25日交付使用。第二次世界大战期间，该艇曾执行过九次巡逻作战，共击沉24艘、击伤2艘同盟国或中立国舰船，累积总吨位为121,783吨。1943年2月17日，U-201号在纽芬兰以东的北大西洋遭英国驱逐舰子爵号以深水炸弹击沉，艇内49名官兵全数阵亡。

## 设计
VII-C型是VII级潜艇的第三次、也是最有价值的改进型。它搭载了被称为“S装置”的新式主动声呐系统，为了容纳这种新设备，VII-C型的艇体尺寸有所增加，并重新设计了鞍状水舱，在其两侧各增加了一个可提供储备浮力的小型浮舱，有利于潜艇完成快速下潜。U-201号的全长为67.10米，舷宽6.20米、并有4.74米的吃水深度，水上和水下排水量分别为769吨和871吨。该艇采用双轴设计，具有两副直径为1.23米的三叶螺旋桨。在机械系统方面，VII-C型艇也得到了升级：通过艇上配备的燃油过滤系统，柴油机润滑系统的使用受命得以延长，也为不同润滑剂在艇上机械设备上混合使用留足了余地。原先前型艇用于发射鱼雷和主压载舱吹除操作的电动空气压缩机则改为容克斯的柴动压缩机，从而减小了对艇上电气系统的依赖；此外，该型艇还装配了更为现代化的电力转换系统。动力由两台日耳曼尼亚生产的F46型六缸四冲程1,400匹公制馬力（1,000千瓦特）机械增压柴油机用于水面运行，以及两台AEG提供的GU 460/8-276型375匹公制馬力（280千瓦特）双作用电动发电机用于水下航行；水面最高航速17.7節（32.8每小時），水下7.6節（14.1每小時）；能够在水面以10節（19每小時）航速续航8,500海里（15,700），或以4節（7.4每小時）连续在水下航行80海里（150）而无需充电。
武器装备方面，U-201号装备有五具内置式鱼雷发射管——艇艏四具、艇艉一具。其艇艉的鱼雷发射管设计在耐压壳体内部、两片舵之间，鱼雷可以由此向外发射。在轮机舱甲板下方还配备了用于艇艉的鱼雷装填系统，耐压壳体与甲板室之间一前一后还设计有外置鱼雷贮存装置，因此U-201号可携带14枚G7型鱼雷。但不同于其它批次的C型艇，该艇不设水雷贮存及布设装置。此外，它还搭载有一门配备220发弹药的88毫米35式速射炮以及一门配备1,195发弹药20毫米30式高射炮作为甲板炮。其标准船员编制为4名军官及40－56名水兵。

## 历史
1939年9月23日，海军造舰局将第三批次的12艘VII-C型潜艇（U-201至U-212号）建造合同发包予基尔的日耳曼尼亚船厂。其中U-201号于1940年1月20日开始铺设龙骨，建造序列为630。经过逾十个月的建造，它于同年12月7日下水，至1941年1月25日在曾历任U-6、U-60和U-121号艇长的海军中尉阿达尔贝特·施内的指挥下交付使用。完成海试后，该艇加入驻基尔的第1潜艇区舰队，先是在波罗的海进行战备训练，进而于1941年4月作为前线艇移驻德占法国的布雷斯特，直到1943年2月17日沉没。与当时大多数德国U艇一样，U-201号在瞭望塔上漆有专属的艇徽：根据首任艇长施内的姓氏（其姓氏“Schnee”在德语中意为“雪”）而创作的一个雪人形象。此外，该艇也漆有其主保城市雷姆沙伊德的纹章，艇上的版本在顶部带有3块象征城墙的砖石图案，更贴近于该市已停用的完整纹章。
第二次世界大战期间，U-201号曾执行过九次巡逻和八次狼群作战，共击沉24艘、击伤2艘同盟国或中立国舰船，累积总吨位为121,783吨。

### 第一次巡逻
完成战备训练后，施内率领U-201号于1941年4月22日从基尔出发执行首次巡逻。在穿过威廉皇帝运河、至布伦斯比特尔担任护航之后，该艇于4月27日抵达挪威的卑尔根短暂经停以修理罗盘故障，并补充燃料和淡水。他们于4月29日重新出发，前往冰岛西南部的北大西洋游弋。5月2日21:14，施内在冰岛南部海域发现漂浮着的英国油轮凯普莱特号（Capulet）残骸，遂发动“致命一击”，将其完全击沉。凯普莱特号于4月28日便被U-552号潜艇发射的鱼雷击中，导致背部断裂、起火燃烧，船员早已弃船。
从5月8日至13日，U-201号加入“西方狼群”作战，意图以集群方式袭击盟军的OB-318号护航队。次日，它在护航队前方遇到友艇U-110号，双方艇长同意进行联合交错攻击。从14:26至14:28，当U-110号浮出水面并遭护航队以深水炸弹反击时，U-201号趁机击沉英国货轮格雷加里亚号（Gregalia）并击伤了帝国云朵号。后者由于船身严重侧倾，其船员弃船逃生，但仍维持漂流。它后来被荷兰拖船拖抵格里诺克并完成修复。
袭击发生后，U-201号遭到为船队护航的英国驱逐舰阿玛宗号、轻型护卫舰黑种草号和武装拖网船圣阿波罗号（HMS St. Apollo）持续近五小时的联合反击，共投下99枚深水炸弹，造成严重损坏。该艇在夜间设法浮出水面，并在紧急维修后最初能够继续巡逻，但由于油箱受损，被迫提前返航。经过为期二十七天、水面约1,594海里（2,952）和水下170海里（310）的航行，U-201号于5月18日抵达德占法国的洛里昂。

### 第二、三次巡逻
第二次巡逻于1941年6月8日从洛里昂启程，前往亚速尔群岛以北的北大西洋游弋。在这次为期四十二天、水面6,447.5海里（11,940.8）和水下37.5海里（69.5）的航行中，U-201号尽管曾加入“选帝侯狼群”（6月16—20日），却始终无法取得任何战功，于7月19日返抵布雷斯特基地。
1941年8月14日，U-201号在施内的指挥下离开布雷斯特，前往爱尔兰西南部和西班牙西部的大西洋执行第三次巡逻。三天后，该艇被派去参与袭击由Fw 200偵察機发现的OG-71号护航队。施内于傍晚发现护航队，但在18日夜间未能突破对方的安保。翌日凌晨04:06，U-201号终于在法斯耐特岩西南偏西方向找到机会向OG-71号护航队发射了四枚鱼雷，并观察到一艘油轮被两次引爆，其后方的两艘船只也也传来两次爆炸声。施内声称击沉了三艘20,000吨级的船舶，但实际上遭击沉的仅有英国货船西斯卡号（Ciscar）和客船阿吉拉号。其中后者是护航队指挥官、海军准将帕特里克·E·帕克的座船，在被两枚鱼雷击中后90秒内沉没。共导致准将本人、5名海军参谋、5名炮手、54名船员和88名乘客遇难。船上的乘客中还有21名来自皇家海军女子服务队（鹪鹩队）的成员，本将自愿前往直布罗陀执行解密和无线电任务。她们全数在沉没中丧生。为了表达纪念，皇家全国救生艇协会于1952年6月28日建造并下水了一艘名为阿吉拉鹪鹩号的救生艇。
U-201号于8月20日与护航队失联，直到8月22日才重新建立接触。翌日凌晨02:14，施内在里斯本西北方向海域再向同一护航队发射四枚鱼雷，其中一枚命中一艘货船，两枚命中一艘油轮，油轮在15分钟后起火沉没。02:16，第五枚鱼雷射出，同样听到爆炸声。施内声称有两艘9,000吨级的船只沉没，另有两艘12,000吨的船只受损。事实上，只有英国货船鹳号（Stork）和阿尔德格罗夫号（Aldergrove）在此次袭击中沉没。由于鱼雷消耗殆尽，U-201随即返航，于8月25日抵达布雷斯特，结束了这次为期仅十二天、水面2,409.4海里（4,462.2）和水下54海里（100）的航行。为了表彰此次行动的卓越表现，施内于8月30日获颁骑士铁十字勋章。

### 第四、五次巡逻
在第四次巡逻中，U-201号原本于9月14日从布雷斯特出发，但因容克斯压缩机故障而于两天后返航。经过维修后，施内于9月18日重新起航，前往爱尔兰以西的北大西洋游弋。9月20日，该艇受命加入对OG-74号护航队的袭击，但不久便在一架从大胆号航空母舰起飞的岩燕战斗机的逼迫下潜水，直到次日夜晚才与护航队中分散的四艘英国货船取得接触，并击沉了其中的三艘。首个受害者是鲁纳号（Runa），于9月21日22:50在亚速尔群岛东北偏北海域遭鱼雷击沉。23:20和23:21分，U-201号再在相同海域向OG-74号船队发射鱼雷，报称两艘船沉没。被击中的船只分别是利萨号（Lissa）和莱茵兰号（Rhineland），其中后者直至23:41遭到“致命一击”后才沉没。
9月26日，施内加入对HG-73号护航队的袭击，于次日02:08在亚速尔群岛东北偏北海域向一艘5,000吨级的轮船和一艘轻型护卫舰发射了两枚鱼雷，并在护航队附近观察到一道强光，一艘轮船随即沉没。事实上，一枚鱼雷似乎仅在身处41号阵位的莱德盖特号（Leadgate）附近提前爆炸，但另一枚命中并击沉了53号阵位的塞万提斯号（Cervantes）。02:09，U-201号向一艘轮船发射鱼雷，但未击中目标。随后，它掉头并于02:11再向同一艘船发射两枚鱼雷。位于第五纵列的英国战斗机弹射船斯普林班克号的瞭望员观察到一枚鱼雷从该船和莱德盖特号之间穿过。随后，这艘战斗机弹射船在距离克利尔岛西南偏西约430海里（800）处被两枚鱼雷击中左舷。轻型护卫舰素馨号救起大多数幸存者，继而在试图用深水炸弹击沉斯普林班克号失败后，改用火炮将其击沉。当晚23:03，施内在相距3,500米的距离外，向行至克利尔岛西南方向的HG-73船队再发射两枚鱼雷，并宣称其中一艘船被击中后断成两截、一分钟内沉没，另一艘则从船艉沉没。然而，此番只有身处42号阵位的英国货船玛格丽塔号（Margareta）被击沉。经过共计十七天、水面3,364海里（6,230）和水下53.4海里（98.9）的航行，已发射完所有鱼雷的U-201号于9月30日回到布雷斯特。
第五次巡逻于1941年10月29日离开布雷斯特，前往北大西洋和西班牙西部游弋。U-201号最初被派去支援友艇U-81号，因后者在一次飞机袭击中严重受损，无法下潜。然而，他们无法找到该艇，遂于10月31日继续出发，至12月9日返回。在这次为期四十二天、水面6,040.9海里（11,187.7）和水下118.8海里（220.0）的航行中，U-201号曾相继加入“施特泰贝克尔”（11月5—19日）、“格德克”（11月19—25日）和“最后的骑士”（11月25日—12月4日）狼群作战，但未能袭击任何舰船。返回布雷斯特后仅四天，该艇便于12月13日因蓄电池过载而发生爆炸，造成2人死亡，艇身严重受损。其维修工作和常规保养一直持续到1942年3月。

### 第六次巡逻
1942年3月24日，施内率领U-201号从布雷斯特开始了第六次也是持续时间最长的巡逻。在洛里昂完成加油后，该艇前往美国东岸附近的北大西洋游弋。4月18日凌晨00:46，无护航的中立国阿根廷油轮维多利亚号（Victoria）在哈特拉斯角以东约300海里（560）处被施内发射的一枚鱼雷击中左舷1号和2号货舱之间。船员们关闭了发动机并发出求救信号，但由于船只无法稳定下来，他们仍留在船上。01:45，潜艇发射第二枚鱼雷，命中对方左舷舰桥和后甲板室之间，随后浮出水面。施内在袭击前曾观察到船上微弱的灯光，但无法通过潜望镜辨认船旗，直到浮出水面后才意识到这是中立船。他立即向U艇总司令部报告了自己的错误，继而遵照指示停止攻击并向南撤离。油轮得以被拖走及进行修复。此事让许多外交官和律师忙碌了好一阵子。调查证实维多利亚号遭鱼雷袭击后，阿根廷向德国和意大利提出强烈抗议。德国政府于6月17日确认维多利亚号是被其U艇误击并表示遗憾。但仅仅几天后，另一艘阿籍货船特塞罗河号就被U-202号击沉，并引发了德国驻阿大使馆外的示威活动。德国承认了责任，愿意支付赔偿金，并保证不会再袭击阿根廷船只。维多利亚号的打捞工作也因船员们是否自愿回到船上的问题而被提交法庭审理，但由于证人分散在世界各地，在战时无法厘清此事。该船其后由美国战时航运局征用。
4月21日02:36，无护航的挪威货船布里斯号（Bris）在百慕大西北偏西约260海里（480）处遭U-201号发射的一枚鱼雷击中左舷1号和2号货舱之间。施内追逐它长达15个小时，因为该船以不规则的鋸齒形航线行驶，使潜艇难以达到有利的攻击阵位。被击中后，布里斯号迅速从船艏下沉，不到6分钟便向左倾覆沉没。次日03:29，U-201号在追逐无护航的美国客轮圣哈辛托号约12小时后，突然于相距仅300英尺（91）的位置发射一枚鱼雷，击中对方船舯略后方、靠近载重线的5号舱前部。爆炸的冲击波向上喷涌，撕裂了甲板，摧毁了特等客舱、娱乐厅、无线电室和艇甲板。受损的发动机停止运转，圣哈辛托号失去了所有动力。在船员有序弃船后，施内再用甲板炮向该船发射了75发炮弹，导致船只起火，并于三小时后沉没。
4月22日09:05，当执行处女航的英国货轮德里希恩号（Derryheen）正以11.75節（21.76每小時）在百慕大以西约300海里处进行非规避航行时，被U-201号发射的一枚鱼雷击中左舷5号货舱后部。施内在两小时前首次发现这艘船，并发射了首枚鱼雷，后者却于07:56因故障而失效。第二枚鱼雷的爆炸摧毁了5号货舱后部的舱门，存放在该货舱的硝酸盐立即起火。09:27，U-201号射出第三枚鱼雷，这是“致命一击”，击中了烟囱下方轮机舱的左舷，导致德里希恩号迅速下沉，至09:50从船艉沉没。幸存者可以听到附近潜艇的柴油发动机声音，但在漆黑的夜晚却看不到它，德国人并未询问他们便离开了该地区。经过为期五十九天、水面8,193海里（15,173）和水下603海里（1,117）的超长航行，施内于5月21日返抵布雷斯特。

### 第七次巡逻

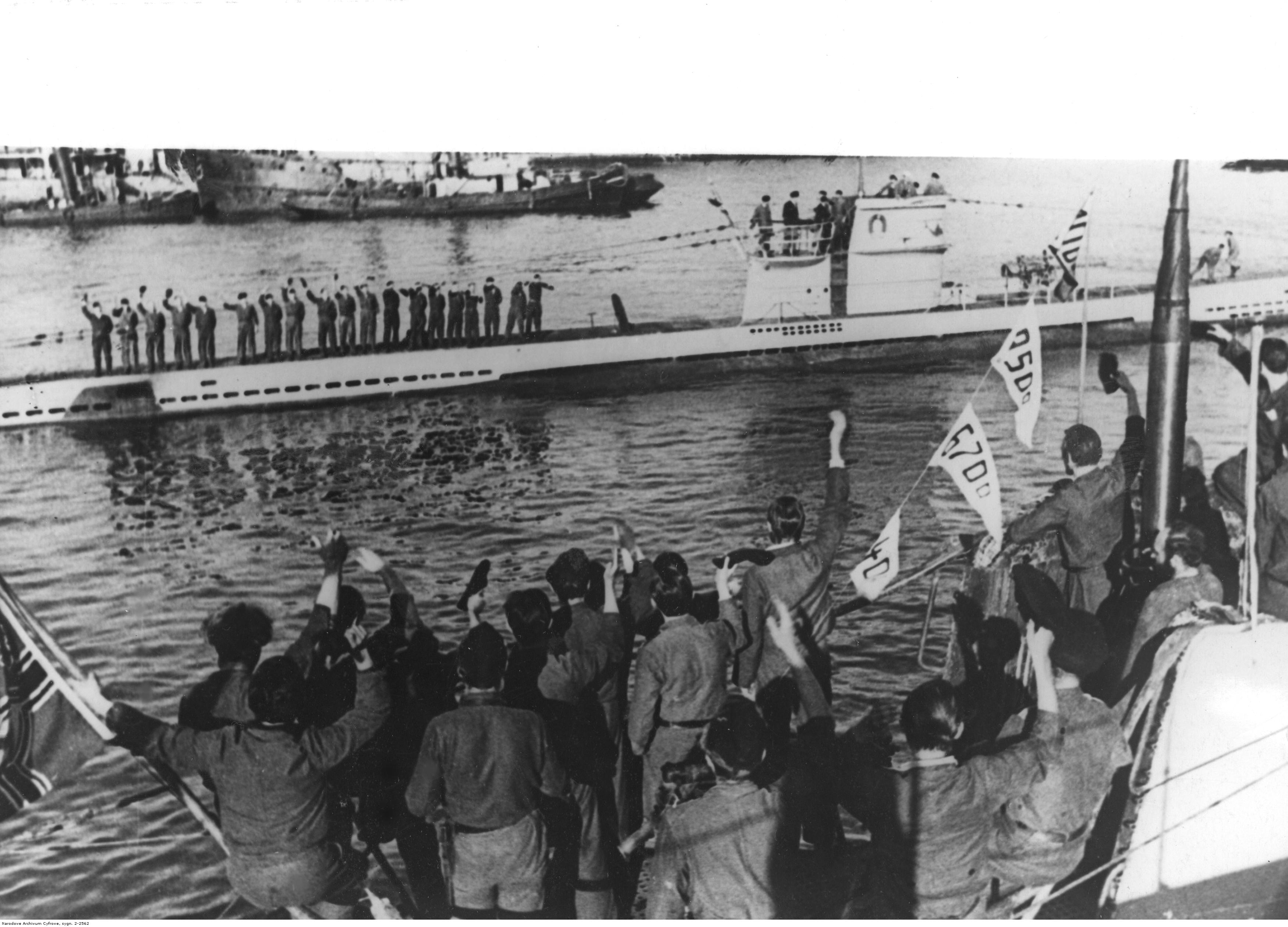
U-201号于1942年7月在洛里昂

U-201号的第七次巡逻是深入大西洋中部，并沿着西非海岸前往弗里敦附近游弋。他们于1942年6月27日启航，中途在洛里昂经停补给，并于7月3日至20日加入“鲨鱼”狼群作战，最终于8月8日返回布雷斯特，完成为期四十三天、全长7,859海里（14,555）的航行。此行的首计战功于7月6日取得：00:36，施内在亚速尔群岛的圣米格尔岛以东约90海里（170）处发射两枚鱼雷命中无护航的英国万吨级远洋班轮、蓝星航运旗下的阿维拉之星号右舷。后者已被追击了五个小时，但早前于00:54发射的首枚鱼雷遭遇哑弹。直到00:58遭第四枚鱼雷击中船舯部，阿维拉之星号一小时后才向右舷倾覆沉没。
7月12日00:22，从OS-33护航队中分散出来的无护航的英国货轮科尔托纳号（Cortona）在马德拉岛以西约383海里（709）处率先被U-116号潜艇发射的一枚鱼雷击中左舷船艏。三分钟后，该船右舷被U-201号发射的一枚鱼雷击中，后者随即于00:33和00:41两次射出“致命一击”。其中第一枚鱼雷从船底掠过，但第二枚击中船舯部，导致科尔托纳号在约一小时后平稳沉没。两艘潜艇在袭击过程中都看到了对方，但U-116号报称这次沉没应归功于自己，因为他们将观察到的第二次爆炸解读为锅炉爆炸。02:21，OS-33护航队的另一艘英国货轮锡索尼亚号（Sithonia）也在加那利群岛以西被U-201号用鱼雷击沉。同一船队的西里斯号（Siris）则是04:13在亚速尔群岛南部海域被U-201号发射的艇艉鱼雷击中船舯部，并于06:26沉没。此前，施内已用甲板炮向该船发射了100发炮弹。
三天后，U-201号在追击了无护航的英国油轮不列颠仆人号（British Yeoman）约十四小时后，于7月15日01:46在加那利群岛西南方向发射一枚鱼雷取得命中。油轮随即起火，施内为躲避水面上燃烧的燃油而撤离该区域。次日早上返回该区域时，U-201号发现油轮尾部仍在漂浮，遂于10:00用甲板炮发射61发炮弹将其击沉。“鲨鱼”狼群于7月20日解散，该艇继续驶向弗里敦。7月25日23:05，隶属英国皇家海军的反潜武装拖网船拉厄耳忒斯号（HMS ）被U-201号发射的一枚鱼雷击中后发生爆炸，当即沉没于弗里敦附近海域。为了表彰此次广获成功的巡逻（击沉总吨位达41,036吨），施内获颁橡叶骑士铁十字勋章，并在返航后调任U艇总司令部参谋。U-201号的艇长一职则由海军中尉京特·罗森贝格接任。

### 第八次巡逻
1942年9月6日，U-201号在罗森贝格的指挥下离开布雷斯特执行第八次巡逻，前往加勒比海和特立尼达岛东南部的大西洋中部游弋。十天后，U-460号潜艇为其提供了31立方米燃料和5天的补给。10月2日07:00，无护航的美国货船美铝运输号（Alcoa Transport）上的瞭望员发现一盏闪烁的红灯，于是该船在距特立尼达东南约100海里（190）处改变航向。然而至08:33，由U-201号射出的一枚鱼雷依然击中右舷的轮机舱后端，摧毁了发动机，破坏了蒸汽管道，并炸飞了3号舱口盖。制冰机也就此被毁，释放出高浓度氨气。用作压舱物的混凝土块则从左舷击穿，加速了下沉。货船在四分钟内沉没，但船艏100英尺（30）的部分仍以60°角露出水面达数小时之久。
10月6日16:04，罗森贝格在特立尼达以东约620海里（1,150）处发现了两天前才脱离TRIN-15号护航队的美国自由轮约翰·卡特·罗斯号。几小时后，U-202号也发现了它，两艘潜艇随即向东追击。次日00:06，U-201号发射了一枚艉部，但要么是哑弹要么是未命中，约翰·卡特·罗斯号继而用其5英寸（130）口径炮发射了四发炮弹，迫使罗森贝格下潜。这艘处女航的自由轮随后以12節（22每小時）的最高速度转向驶向U-202号。后者于00:29发射了三枚鱼雷，并听到两次爆炸声，但由于没有观察到任何效果，因此至00:35再发射一枚鱼雷。它没有击中这艘以锯齿状航行的轮船，而是在遭到炮火攻击后也被迫紧急下潜。约翰·卡特·罗斯号几乎摆脱了两艘潜艇的追击，但U-201号潜艇于午后13:38重新取得接触，延至23:58发射两枚鱼雷，依旧未能取得命中。最终，经过三十二小时、约290海里（540）的追逐并浪费了七枚鱼雷后，罗森贝格于10月8日02:32射出的一枚鱼雷才击中对方船艉的2号和3号货舱。爆炸掀飞了舱盖，点燃了船上的汽油货物，但几乎没有造成结构损坏。火势从驾驶舱蔓延到烟囱，船只继续航行了二十分钟，直到发动机停止运转。在幸存者分乘救生艇弃船后，U-201号于06:06以“致命一击”命中该船舯部，并于11:00用甲板炮向仍在燃烧的残骸开火。五十五分钟后，该船在遭受51发炮弹命中后向右舷侧倾沉没。德国人随后问讯幸存者，并递给他们香烟、急救用品和面包，并告诉他们前往委内瑞拉的航线。这距离U艇首长卡尔·邓尼茨颁布的《拉科尼亚命令》仅过去四周——邓尼茨明令禁止任何潜艇实施此类救援活动。
U-201号服役生涯的最后一项战功于10月9日取得：凌晨01:23，它在距苏里南以东约500海里（930）处发射一枚鱼雷击中无护航的荷兰货轮弗伦斯堡号（Flensburg）。该船此前已于10月8日19:46被一枚哑弹击中，但罗森贝格必须先从上甲板的贮柜中重新装填备用鱼雷才能再次发动攻击。鱼雷击中了船体右舷舯部，导致其严重向左倾侧。当所有船员分乘两艘救生艇弃船逃生后，弗伦斯堡号于07:35分被再次击中舯部，断成两截并迅速沉没。U-201号随后开始返程，经过为期五十一天、水面8,350海里（15,460）和水下380海里（700）的航行，于10月26日返抵布雷斯特。

### 第九次巡逻
1942年12月27日，罗森贝格率领U-201号从布雷斯特出发执行第九次巡逻，却因艇体漏水而于次日返航。经过维修，该艇于1943年1月3日重新离开布雷斯特，前往格陵兰东南部和纽芬兰东北部的北大西洋游弋，从此再未归航。从1月8日至19日和1月19日至2月15日，U-201号曾相继加入“隼”和“勇士”狼群，但一无所获。至2月17日，在返航途中，友艇U-69号发现了ON-165号护航队。该艇发出一个短信号来报告接触情况，并向“勇士”狼群中的其它成员传送了位置信号。这些信号召来了U-201号。而由英国海军中校拉尔夫·希思科特率领的B6号护航集群使用高频定向仪和雷达定位了正在集结的潜艇。他派出驱逐舰声誉号和子爵号前往拦截，其中声誉号击沉了U-69号，而子爵号则在纽芬兰以东的北大西洋、即50°50′N 40°50′W / 50.833°N 40.833°W处投掷深水炸弹击沉了U-201号，两艘U艇均无人生还。

## 袭击历史摘要

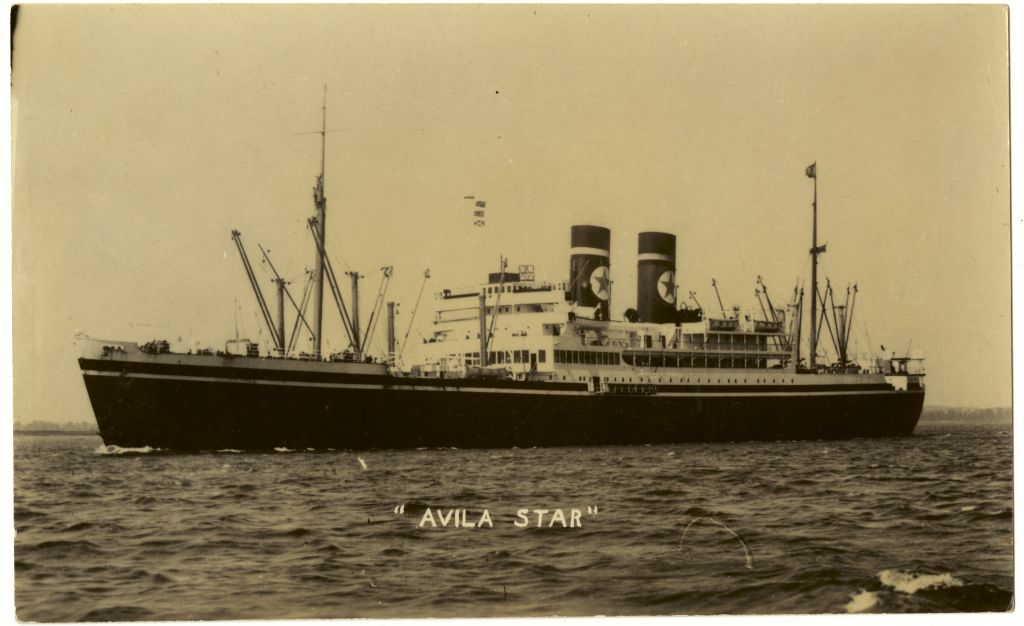
阿维拉之星号是U-201号击沉的最大型船舶

| 日期          | 船名             | 船籍         | 吨位   | 结局 |
| ------------- | ---------------- | ------------ | ------ | ---- |
| 1941年5月2日  | 凯普莱特号       | 英国         | 8,190  | 击沉 |
| 1941年5月9日  | 帝国云朵号       | 英国         | 5,969  | 击伤 |
| 1941年5月9日  | 格雷加里亚号     | 英国         | 5,802  | 击沉 |
| 1941年8月19日 | 阿吉拉号         | 英国         | 3,255  | 击沉 |
| 1941年8月19日 | 西斯卡号         | 英国         | 1,809  | 击沉 |
| 1941年8月23日 | 阿尔德格罗夫号   | 英国         | 1,974  | 击沉 |
| 1941年8月23日 | 鹳号             | 英国         | 787    | 击沉 |
| 1941年9月21日 | 利萨号           | 英国         | 1,511  | 击沉 |
| 1941年9月21日 | 莱茵兰号         | 英国         | 1,381  | 击沉 |
| 1941年9月21日 | 鲁纳号           | 英国         | 1,575  | 击沉 |
| 1941年9月27日 | 塞万提斯号       | 英国         | 1,810  | 击沉 |
| 1941年9月27日 | 斯普林班克号     | 英國皇家海軍 | 5,155  | 击沉 |
| 1941年9月27日 | 玛格丽塔号       | 英国         | 3,103  | 击沉 |
| 1942年4月18日 | 维多利亚号       | 阿根廷       | 7,417  | 击伤 |
| 1942年4月21日 | 布里斯号         | 挪威         | 2,027  | 击沉 |
| 1942年4月22日 | 德里希恩号       | 英国         | 7,217  | 击沉 |
| 1942年4月22日 | 圣哈辛托号       | 美国         | 6,069  | 击沉 |
| 1942年7月6日  | 阿维拉之星号     | 英国         | 14,443 | 击沉 |
| 1942年7月12日 | 科尔托纳号       | 英国         | 7,093  | 击沉 |
| 1942年7月12日 | 西里斯号         | 英国         | 5,242  | 击沉 |
| 1942年7月13日 | 锡索尼亚号       | 英国         | 6,723  | 击沉 |
| 1942年7月15日 | 不列颠仆人号     | 英国         | 6,990  | 击沉 |
| 1942年7月25日 | 拉厄耳忒斯号     | 英國皇家海軍 | 545    | 击沉 |
| 1942年10月2日 | 美铝运输号       | 美国         | 2,084  | 击沉 |
| 1942年10月8日 | 约翰·卡特·罗斯号 | 美国         | 7,191  | 击沉 |
| 1942年10月9日 | 弗伦斯堡号       | 荷蘭         | 6,421  | 击沉 |

## 脚注
1. ↑  威廉生，第11頁.
2. ↑  加洛普，第74頁.
3. 1 2  Gröner 1991，第43–46頁.
4. ↑  加洛普，第72頁.
5. 1 2 3 4 5 6 7  . U-Boot-Archiv.   [2025-05-14]. （原始内容存档于2025-01-25）.
6. 1 2 3  Helgason, Guðmundur. . German U-boats of WWII - uboat.net.   [2025-05-14]. （原始内容存档于2024-10-10）.
7. ↑  Högel，第73頁.
8. ↑  Helgason, Guðmundur. . German U-boats of WWII - uboat.net.   [2025-05-14]. （原始内容存档于2024-08-08）.
9. ↑  Helgason, Guðmundur. . German U-boats of WWII - uboat.net.   [2025-05-14]. （原始内容存档于2024-08-07）.
10. 1 2  Helgason, Guðmundur. . German U-boats of WWII - uboat.net.   [2025-05-14]. （原始内容存档于2024-09-20）.
11. ↑  Helgason, Guðmundur. . German U-boats of WWII - uboat.net.   [2025-05-14]. （原始内容存档于2021-02-25）.
12. 1 2  Helgason, Guðmundur. . German U-boats of WWII - uboat.net.   [2025-05-14]. （原始内容存档于2024-12-06）.
13. ↑  Helgason, Guðmundur. . German U-boats of WWII - uboat.net.   [2025-05-14]. （原始内容存档于2021-05-11）.
14. ↑  Helgason, Guðmundur. . German U-boats of WWII - uboat.net.   [2025-05-14]. （原始内容存档于2021-05-15）.
15. ↑  Helgason, Guðmundur. . German U-boats of WWII - uboat.net.   [2025-05-14]. （原始内容存档于2023-01-27）.
16. ↑  Helgason, Guðmundur. . German U-boats of WWII - uboat.net.   [2025-05-14]. （原始内容存档于2020-11-28）.
17. ↑  Helgason, Guðmundur. . German U-boats of WWII - uboat.net.   [2025-05-14]. （原始内容存档于2020-11-26）.
18. ↑  Helgason, Guðmundur. . German U-boats of WWII - uboat.net.   [2025-05-14]. （原始内容存档于2020-11-29）.
19. ↑  Helgason, Guðmundur. . German U-boats of WWII - uboat.net.   [2025-05-14]. （原始内容存档于2020-11-27）.
20. ↑  Helgason, Guðmundur. . German U-boats of WWII - uboat.net.   [2025-05-14]. （原始内容存档于2024-12-06）.
21. 1 2  Herzog，第255–256頁.
22. ↑  Helgason, Guðmundur. . German U-boats of WWII - uboat.net.   [2025-05-14]. （原始内容存档于2021-04-19）.
23. ↑  Helgason, Guðmundur. . German U-boats of WWII - uboat.net.   [2025-05-14]. （原始内容存档于2021-04-20）.
24. ↑  Helgason, Guðmundur. . German U-boats of WWII - uboat.net.   [2025-05-14]. （原始内容存档于2021-04-15）.
25. ↑  Helgason, Guðmundur. . German U-boats of WWII - uboat.net.   [2025-05-14]. （原始内容存档于2021-06-13）.
26. ↑  Helgason, Guðmundur. . German U-boats of WWII - uboat.net.   [2025-05-14]. （原始内容存档于2021-01-18）.
27. ↑  Helgason, Guðmundur. . German U-boats of WWII - uboat.net.   [2025-05-14]. （原始内容存档于2021-04-10）.
28. ↑  Helgason, Guðmundur. . German U-boats of WWII - uboat.net.   [2025-05-14].
29. ↑  Helgason, Guðmundur. . German U-boats of WWII - uboat.net.   [2025-05-14]. （原始内容存档于2023-01-27）.
30. ↑  . Lexikon der Wehrmacht.   [2025-05-14]. （原始内容存档于2025-01-25）.
31. ↑  Helgason, Guðmundur. . German U-boats of WWII - uboat.net.   [2025-05-14]. （原始内容存档于2021-01-26）.
32. ↑  Helgason, Guðmundur. . German U-boats of WWII - uboat.net.   [2025-05-14]. （原始内容存档于2021-03-06）.
33. ↑  Helgason, Guðmundur. . German U-boats of WWII - uboat.net.   [2025-05-14]. （原始内容存档于2021-06-19）.
34. ↑  Helgason, Guðmundur. . German U-boats of WWII - uboat.net.   [2025-05-14]. （原始内容存档于2021-03-07）.
35. ↑  Helgason, Guðmundur. . German U-boats of WWII - uboat.net.   [2025-05-14]. （原始内容存档于2023-01-27）.
36. ↑  Helgason, Guðmundur. . German U-boats of WWII - uboat.net.   [2025-05-14]. （原始内容存档于2021-06-17）.
37. ↑  Helgason, Guðmundur. . German U-boats of WWII - uboat.net.   [2025-05-14]. （原始内容存档于2021-02-25）.
38. ↑  Helgason, Guðmundur. . German U-boats of WWII - uboat.net.   [2025-05-14]. （原始内容存档于2021-02-25）.
39. ↑  Helgason, Guðmundur. . German U-boats of WWII - uboat.net.   [2025-05-14]. （原始内容存档于2021-02-25）.
40. ↑  Helgason, Guðmundur. . German U-boats of WWII - uboat.net.   [2025-05-14]. （原始内容存档于2021-06-20）.
41. ↑  Helgason, Guðmundur. . German U-boats of WWII - uboat.net.   [2025-05-14]. （原始内容存档于2021-05-06）.
42. ↑  Helgason, Guðmundur. . German U-boats of WWII - uboat.net.   [2025-05-14]. （原始内容存档于2024-12-07）.
43. ↑  Helgason, Guðmundur. . German U-boats of WWII - uboat.net.   [2025-05-14]. （原始内容存档于2021-10-02）.
44. ↑  Helgason, Guðmundur. . German U-boats of WWII - uboat.net.   [2025-05-14]. （原始内容存档于2021-10-08）.
45. 1 2  Helgason, Guðmundur. . German U-boats of WWII - uboat.net.   [2025-05-14]. （原始内容存档于2024-12-06）.
46. ↑  Helgason, Guðmundur. . German U-boats of WWII - uboat.net.   [2025-05-14]. （原始内容存档于2021-06-20）.
47. ↑  Blair，第236–237頁.